# Richard knapt het op
Richard knapt het op is een Nederlandse film uit 1943 in zwart wit en geluid, geschreven en geregisseerd door Henk van der Linden. De film heeft als internationale titel Richard taking care of business.

## Cast
- Dirk Capel - Dirk
- Rinus Bonekamp - Rudolf Roodhaar
- Martin Vermegen - Landvoogd
- Werner Tiemans - de Scheele

1896-1909 · 1910-19 · 1920-29 · 1930-39 · 1940-49 · 1950-59 · 1960-69 · 1970-79 · 1980-89 · 1990-99 · 2000-09 · 2010-19
· 2020-29